# تپه ازناملمک
تپه ازناملمک مربوط به دوران پیش از تاریخ ایران باستان است و در شهرستان الیگودرز، روستای ازنا ملمک واقع شده و این اثر در تاریخ ۵ آذر ۱۳۸۰ با شمارهٔ ثبت ۴۳۹۱ به‌عنوان یکی از آثار ملی ایران به ثبت رسیده است.